# Хазарейцы
Хазаре́йцы (от перс. هزار‎ [hezâr] — хезар — «тысяча») самоназвание (х)аза́ра — ираноязычный народ, шииты смешанного (монгольского, тюркского, иранского) происхождения, населяющие центральный Афганистан (8—10 % от общей численности населения страны). Народ состоит из племён, среди которых есть племена борджигинов, барласов, найманов, ойратов, джалаиров, кереитов, меркитов, бэсутов, булагатов, онгутов, бааринов, татар, уджиэтов, баятов, салджиутов, киданей, горлосов, харачинов, хатагинов, ушинов, карлуков, кипчаков, уйгуров, туркменов, казахов, киргизов и прочих. Язык — хазара.

## Этногенез хазарейцев
Самоназвание хазарейцев — хезаре. Слово хезар в иранских языках означает «тысяча». По всей видимости, костяк этого народа составили воины, оставленные чингизидами после завоевания Афганистана в 1221—1223 гг.
По мнению Л. Темирханова, «хазарейцы — народ, сформировавшийся в результате синтеза монгольских и таджикских элементов».
Монгольские воины охранных гарнизонов-тысяч, в результате длительного проживания в Афганистане смешались с местными ираноязычными народами, переняв их язык.
Учёные считают, что язык хазарейцев является диалектом старотаджикского языка (хазараги) с некоторой долей монгольских и тюркских слов. Эту долю монголизмов и тюркизмов исследователи определяют в 10 %.
По мере ослабления Монгольской империи, хазарейцев всё сильнее вытесняли из благодатных долин северо-востока. В результате, хазарейцы оказались зажатыми в центральных, сплошь горно-каменистых частях Афганистана. Хазарейцы ведут кочевой или полукочевой образ жизни. Кочевники живут в шалашах, покрытых войлоком. Основная же масса народа проживает крупными родовыми поселениями по склонам гор. Эти селения обнесены глинобитными стенами со сторожевыми башнями по четырём углам. Богатые жилища напоминают монгольские юрты, бедные живут в глинобитных хижинах, крытых соломой.

## Язык
Говорят на хазарейском наречии или диалекте языка дари (персидский).
Как известно, большой массив монгольского населения (хезарейцы), отчасти сохранявшего свой язык ещё в XIX в., сложился на территории Афганистана; ещё другой массив монголоязычного населения сохранялся в Кайтаге (в западном Дагестане) ещё в XVII в.

## Расселение
Исторической областью проживания хазарейцев в Афганистане является регион Хазараджат, разделённый в современном Афганистане между несколькими провинциями. В поздний период существования Могольской империи и ранний период существования Британской Индии большая община хазарейцев также образовалась в городе Кветта (ныне Пакистан).

## Гаплогруппы
Генетические исследования показывают, что хазарейцы в большинстве своём относятся к гаплогруппе C2 (ранее обозначалась как C3). К данной гаплогруппе относится порядка 40 % хазарейцев. Распространение гаплогруппы C2 связано с огромным массивом монгольских племён XIII века, распространивших эту гаплогруппу по территории Монгольской империи. Согласно М. К. Жабагину, высокая частота гаплогруппы С2-М217 согласуется с монгольским происхождением хазарейцев.
Вторая генетическая линия связана с гаплогруппой R1b, которая, скорее всего, связана с населением Дешти-Кипчака, рекрутированного в Иранский поход Хулагу от восточного крыла улуса Джучи. Имеются данные о генетической линии, связанной с гаплогруппой J2. Согласной одной из выборок, к гаплогруппе C2 относится 33,3 % протестированных хазарейцев, к гаплогруппе J2 — 26,6 %.

## Преследования
Шииты-хазарейцы нередко подвергаются преследованиям со стороны своих соседей-суннитов. Особенно преследовало хазарейцев движение Талибан, состоящее преимущественно из пуштунов. Самым заметным из таких случаев стали события 1998 года в Мазари-Шарифе, а также нападения на поселения хазарейцев, в том числе в столице провинции Бамиан. После нового прихода «Талибана» к власти в Афганистане в 2021 году талибы пообещали обеспечить безопасность хазарейцев, однако произошло несколько терактов, направленных против шиитов, ответственность за которые взяло на себя ИГ.

## Галерея

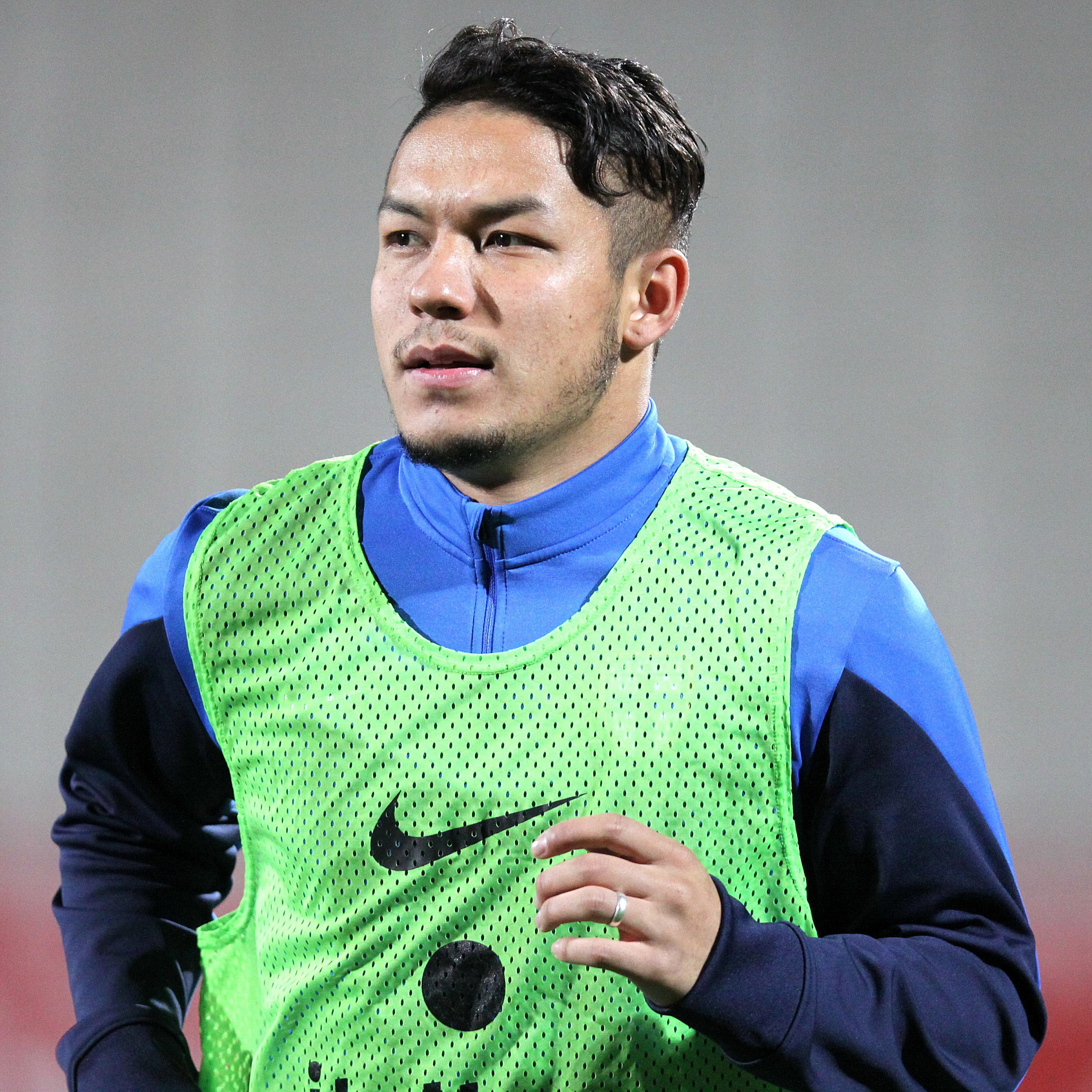
Моштаг Ягуби — финский футболист хазарейского происхождения
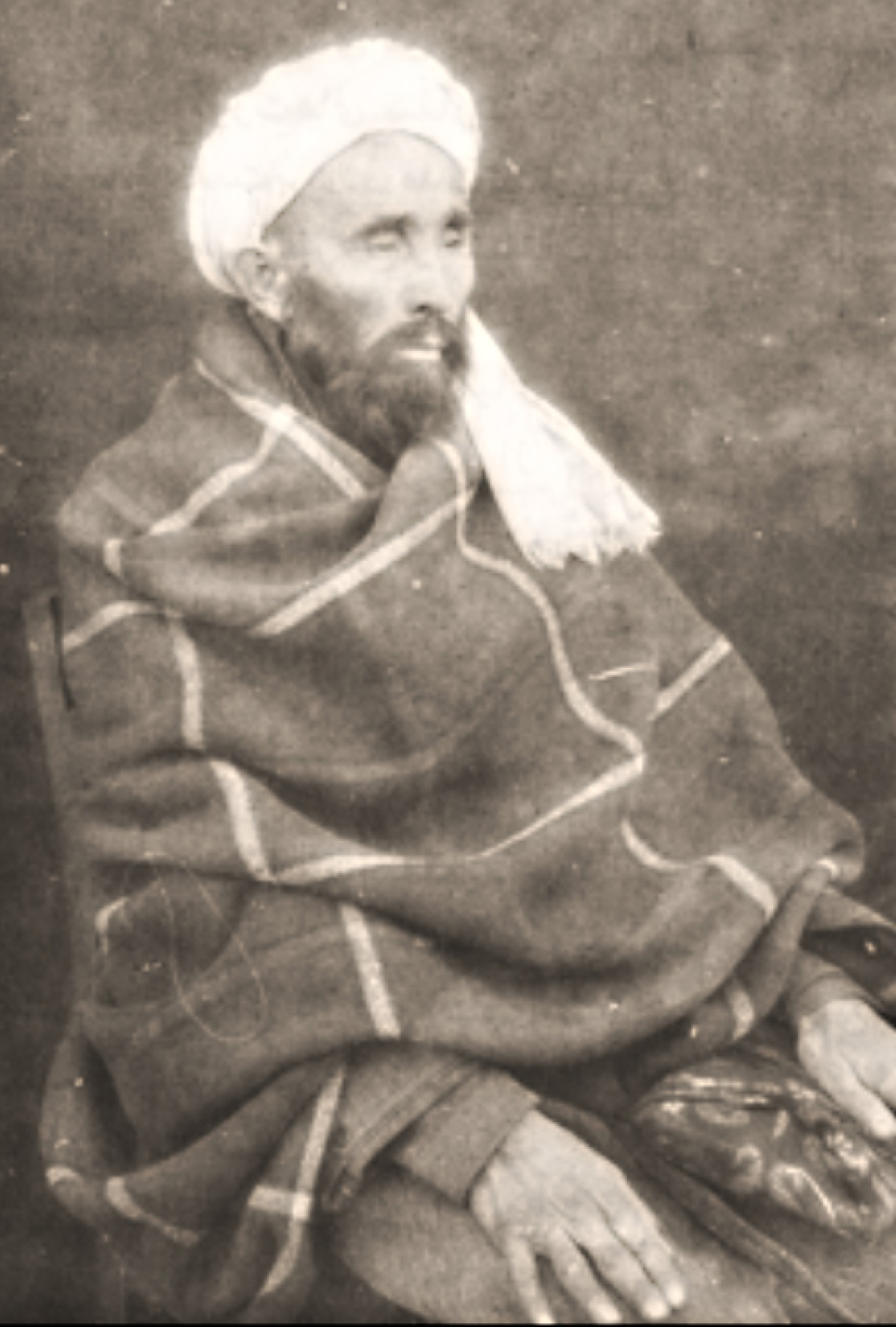
Фаиз Мохаммад Катиб Хазара
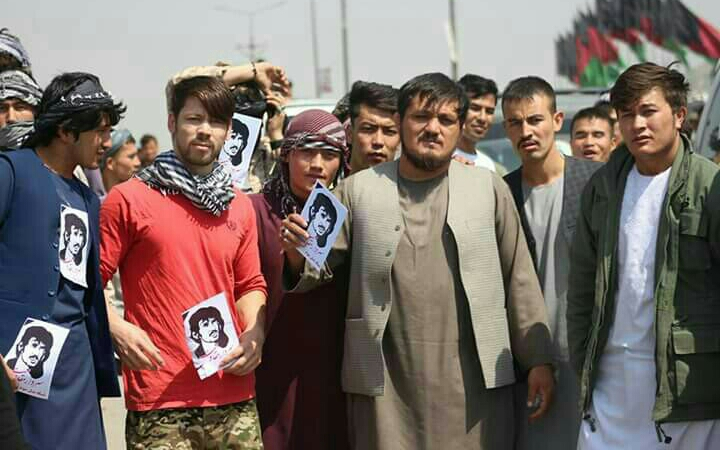
Хазарейцы в Кабуле, Афганистан
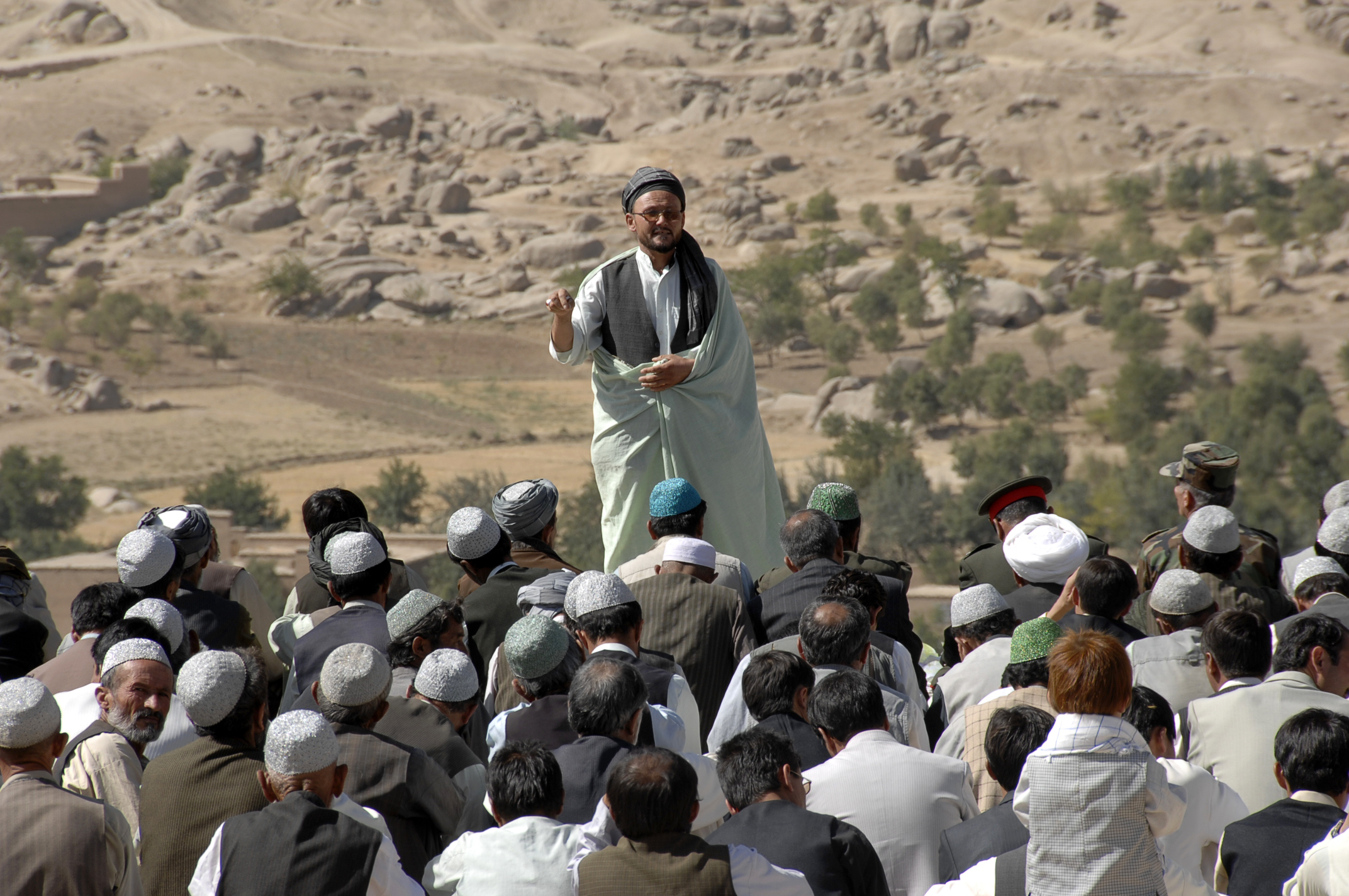
Собрание хазарейцев в последний день Рамадана в Дайкунди, Афганистан
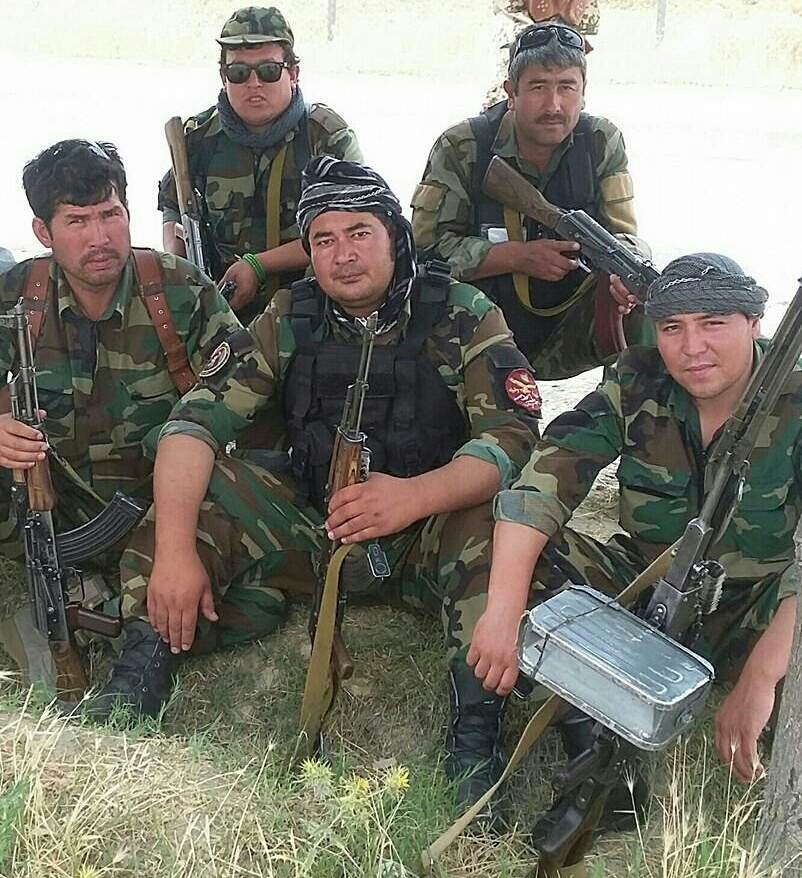
Хазарейские солдаты в Афганистане
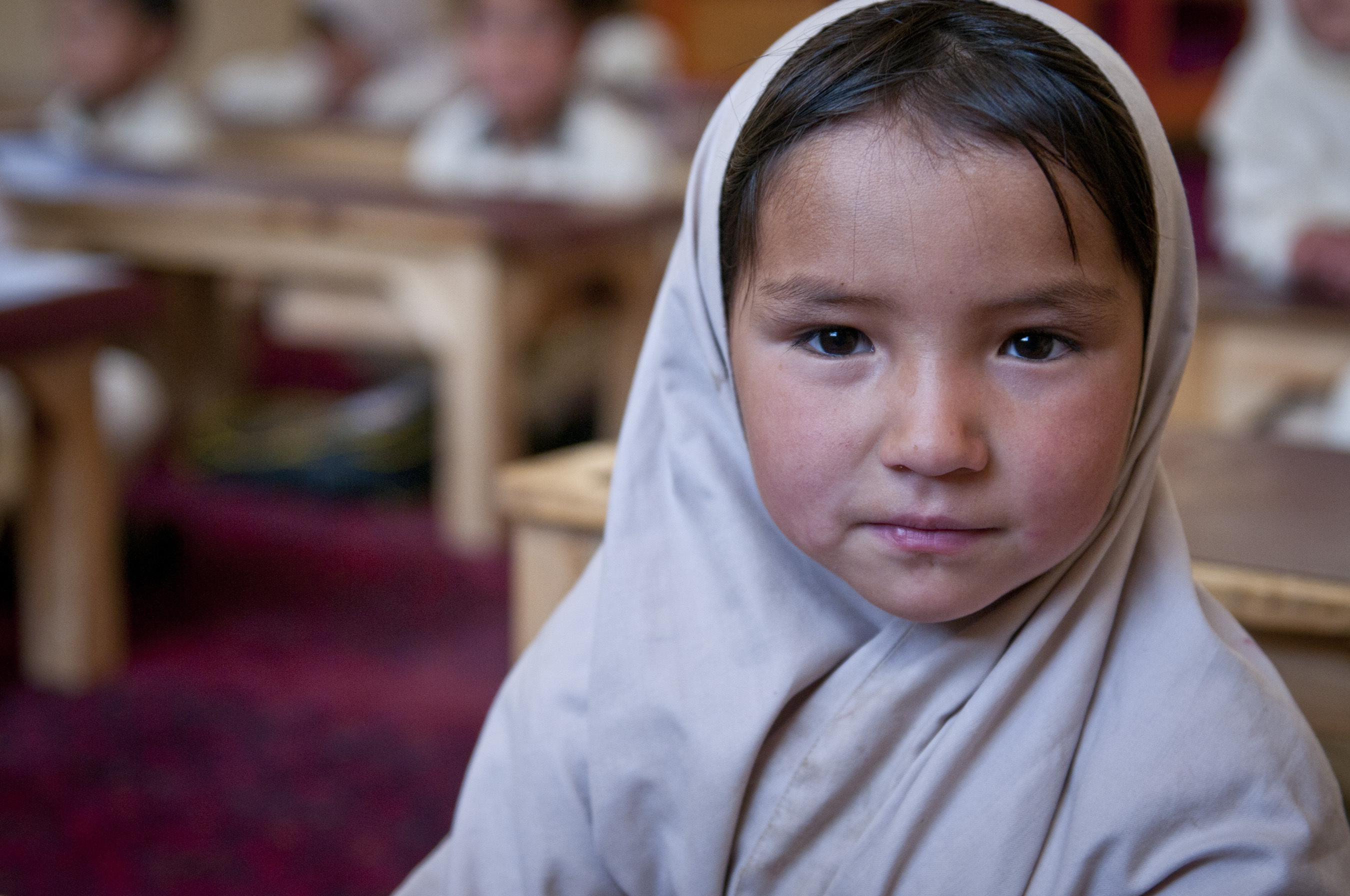
Маленькая хазарейская девочка из Бамиана
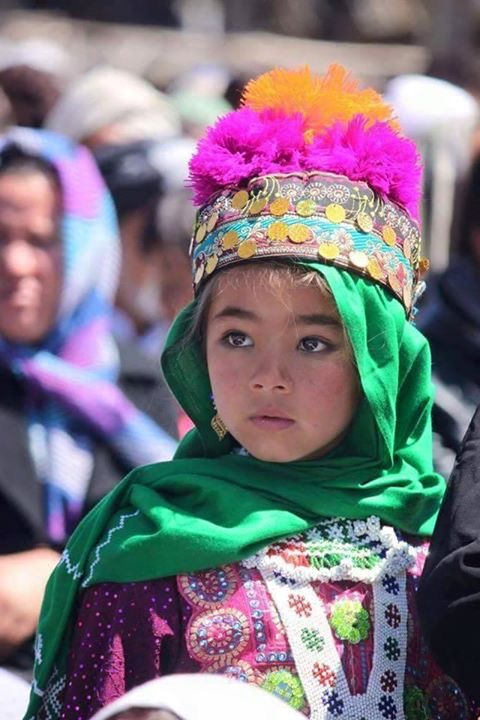
Хазарейская девочка в центральном Афганистане.